# Rue Maurice-Grimaud
La rue Maurice-Grimaud est une voie du 18e arrondissement de Paris, en France.

## Situation et accès
La rue Maurice-Grimaud est une voie publique située dans le quartier des Grandes-Carrières, 18e arrondissement de Paris, qui débute au 64, rue René-Binet et se termine au 26, avenue de la Porte-de-Montmartre.
Ne pas confondre avec l'impasse Grimaud située dans le 19e arrondissement.

## Origine du nom

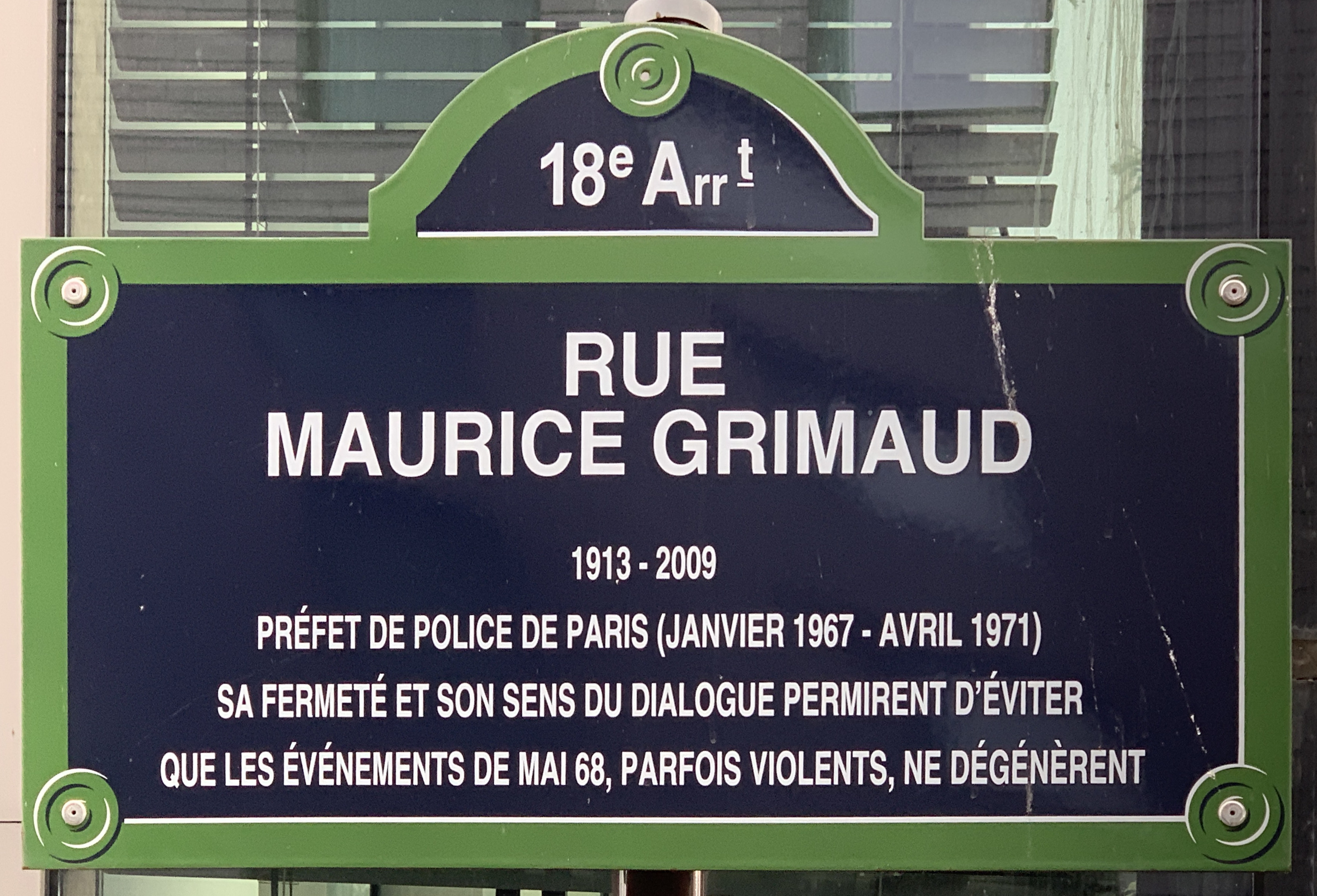
Plaque de la rue.

Cette voie porte le nom du haut fonctionnaire français, Maurice Grimaud (1913-2009), qui était préfet de Police de Paris lors des événements de Mai 68,.

## Historique
La voie est ouverte sous le nom provisoire de voie CM/18 dans le cadre de l'aménagement du secteur Binet, en 2013, et prend sa dénomination actuelle le 18 décembre 2013.

## Bâtiments remarquables et lieux de mémoire
- Nos 10-12 : siège des Inrockuptibles depuis 2018.